# بلودان
بلودان مصيف سوري يقع في شمال غرب دمشق، على ارتفاع 1550 متراً فوق سطح البحر. يقع على هضبة تطل على سهل الزبداني ببساتينه وأشجاره المثمرة. تبعد بلودان عن دمشق 50 كم.

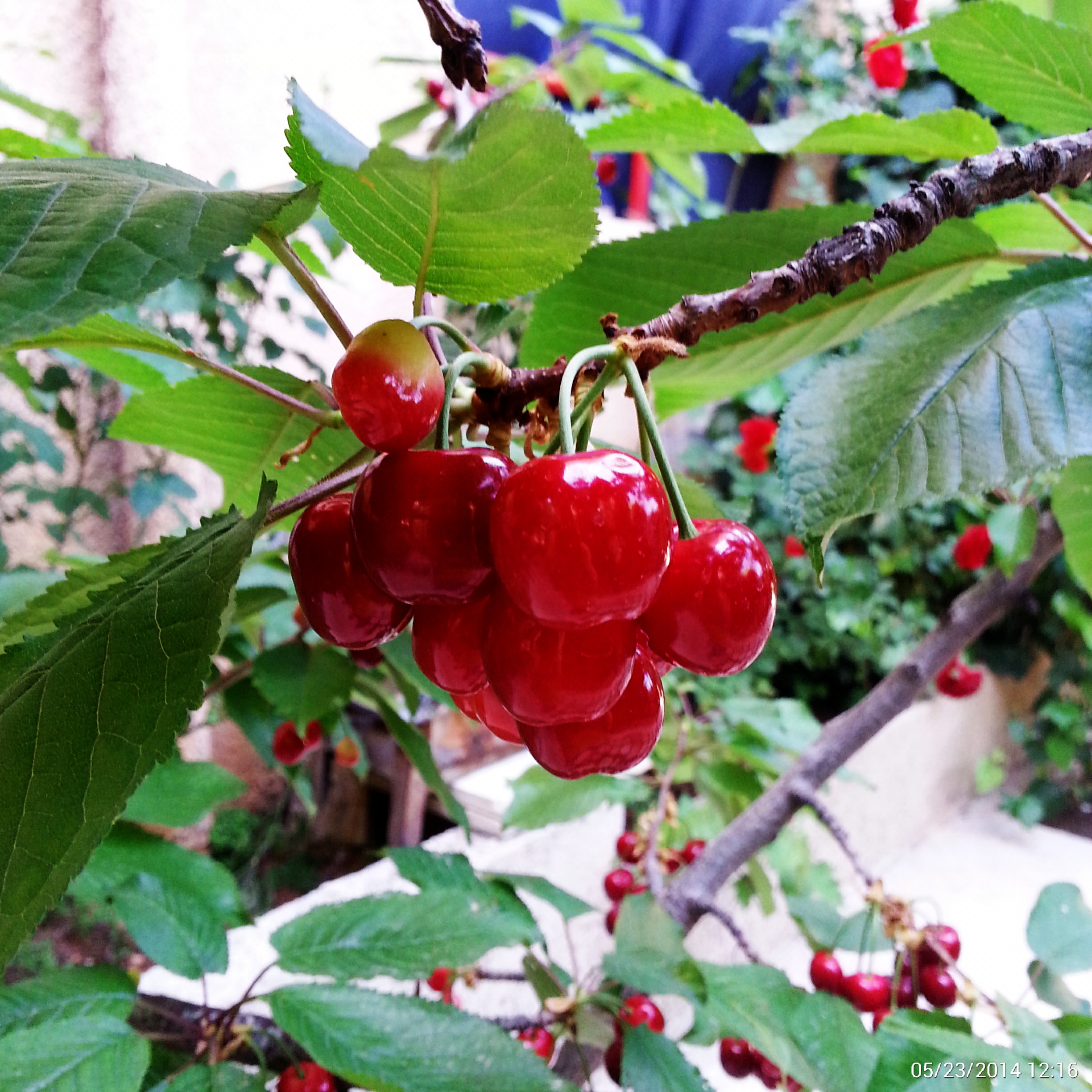
ثمار الكرز

## تاريخ مصيف بلودان
مصيف بلودان من أقدم المصايف في سوريا والمنطقة العربية وله شهرته في اجتذاب السياح منذ القرن التاسع عشر بسبب مناخه البارد صيفا، الكثير من المشاهير زاروا بلودان عبر تاريخ هذا المصيف؛ فقد زار بلودان في 1885 ولي عهد إيطاليا الأمير فيكتور عمانوئيل، وفي عام 1898 زارها إمبراطور ألمانيا غليوم الثاني برفقة زوجته، وزارها الملوك والرؤساء والوزراء. وقد عقدت في فندق بلودان الكبير الكثير من المؤتمرات العربية أشهرها مؤتمر بلودان الذي جمع الحكام العرب عام 1937 والذي أسهم في تأسيس جامعة الدول العربية.

## السياحة
يجتذب مصيف ومنتجع بلودان في الصيف والشتاء السياح العرب والسوريين ومن أهالي دمشق مع المصايف السورية المجاورة لها مثل الزبداني وغيرها وتشتهر المنطقة بجمال الطبيعة والإطلالات الساحرة على الجبال وعلى سهل الزبداني الأخضر، وتشتهر بلودان بالأشجار المثمرة والأحراج دائمة الخضرة وتكثر فيها ينابيع المياه مثل نبع أبو زاد وشلالاته ونبع عين النسور ونبع عين البيضا وينابيع حزير، كما تتساقط الثلوج على بلودان بغزارة تصل - في المواسم الجيدة - إلى سماكة متر أحياناً. وفي بلودان الكثير من المنتزهات والمنشآت السياحية مثل الفنادق والمطاعم والمقاهي ومدينة ألعاب.
إضافة لذلك في بلودان الكثير من الآثار المهمّة مثل آثار وادي مار إلياس ودير يونان الواقع فوق قمة جبل يونان وكنيسة ودير مار جرجس وعدد من المغاور الطبيعية.